# بیلیانسکا
بیلیانسکا (به بلغاری: Bilyanska) روستایی در بلغارستان است که در استان اسمولیان واقع شده‌است. بیلیانسکا ۲۹ نفر جمعیت دارد.